# Pygeum costatum
Pygeum costatum är en rosväxtart som beskrevs av William Botting Hemsley. Pygeum costatum ingår i släktet Pygeum och familjen rosväxter. Inga underarter finns listade i Catalogue of Life.